# ピエール・ロード

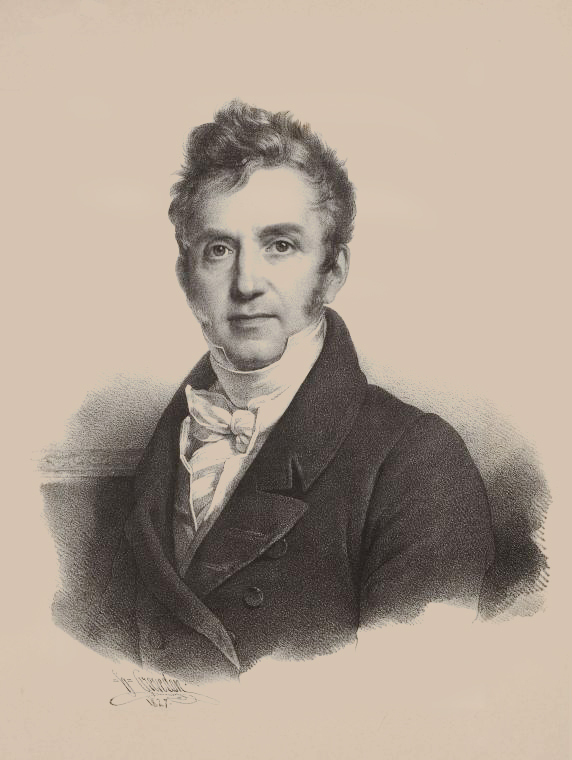
ピエール・ロード

ピエール・ロード（本名はジャック・ピエール・ジョゼフ・ロード Jacques Pierre Joseph Rode, 1774年2月16日 – 1830年11月25日）は、19世紀フランスのヴァイオリニストで作曲家。無伴奏ヴァイオリンのための《24のカプリース（または練習曲）》によりヴァイオリン学習者に親しまれている。日本のヴァイオリン関係者の間では「ローデ」と呼ばれることが多い。
ボルドー出身。13歳でパリに上京し、ジョヴァンニ・バッティスタ・ヴィオッティの愛弟子となる。ヴィオッティは、ロード少年に恵まれた才能を認めて、無報酬で指導にあたった。ロードはヴィオッティの演奏様式を受け継ぎながらも、ひときわまろやかでひときわ洗練された音色をそこに付け加えた。ポルタメントをふんだんに用いたことも記録されている。ピエール・バイヨとロドルフ・クロイツェルと共著により、パリ音楽院ヴァイオリン科のための教本『ヴァイオリン演奏の方法論』を執筆した。これは1802年になって出版されている。
ロードはフランス皇帝ナポレオンの宮廷ヴァイオリニストとして、オランダ、ドイツ、イギリス、スペインなどで幅広く演奏活動を行なった。1804年から1809年までボイエルデューとともにサンクトペテルブルクでロシア宮廷音楽家となり、後にモスクワにも滞在した。ベートーヴェンの《ヴァイオリン・ソナタ第10番ト長調》作品96は、ロードのウィーン訪問中に作曲され、1812年12月、ルドルフ大公がピアノ、ロードがヴァイオリンを弾いて初演を行った。ロードは室内楽も演奏したが、レパートリーの骨格をなしていたのは、ヴィオッティの協奏曲や、それを手本に作曲された自作の13の協奏曲（ヴァイオリン協奏曲第7番イ短調等）であった。
協奏曲だけでなく、それ以外の作品もみな全てヴァイオリンのために作曲された。ベルリン滞在中の1814年から1819年に作曲された《24のカプリース》は有名である。ロードのヴァイオリン協奏曲は、今こそめったに演奏されなくなっているものの、ロマン派音楽のヴァイオリン協奏曲の発展の上では重要性のある作品である。ロードの表立った活躍は後進ヴァイオリニストに影響を与え、例えばルイ・シュポーアは、ロードの演奏様式を取り入れ、それをさらに発展させた。
1830年に、アキテーヌ地域圏ロット＝エ＝ガロンヌ県ダマザン近郊のブルボン城で他界した。

## 作品
- ヴァイオリン協奏曲（13曲）
- 華麗なるソナタ
- 弦楽四重奏曲（4曲）
- 二重奏曲
- アンダンテと変奏
- 24のカプリース
- 12の練習曲